# Daffy Ducks fantastische Insel
Daffy Ducks fantastische Insel (Originaltitel: Daffy Duck’s Movie: Fantastic Island, englischsprachiger Kurztitel: Daffy Duck’s Fantastic Island, Alternativtitel: Daffy Ducks phantastische Insel, Daffy Ducks phantastische Reise, Daffy Ducks Movie – Die fantastische Insel) ist ein US-amerikanischer Kompilations-Zeichentrickfilm aus dem Jahr 1983. Der Film besteht zu großen Teilen aus alten Cartoons der Looney-Tunes- und Merrie-Melodies-Reihen von Warner Bros. Verbunden werden diese durch, für den Film neu produzierte, Brückensequenzen mit Daffy Duck und Speedy Gonzales. Er ist der erste Looney-Tunes-Kompilationsfilm, in dessen Mittelpunkt Daffy Duck und nicht Bugs Bunny steht.

## Inhalt
Daffy Duck und Speedy Gonzales sind auf einer einsamen Insel gestrandet mit nichts anderem als Kokosnüssen zum Essen. Eines Tages tobt in den Gewässern vor der Küste eine Seeschlacht zwischen dem Piraten Yosemite Sam, an dessen Seite auch Taz kämpft, und Bugs Bunny, infolgedessen das Schiff der ersteren beiden explodiert und dadurch eine Truhe mit einer Schatzkarte an den Strand geschleudert wird. Die beiden Gestrandeten finden die Karte und werden von ihr zu einem magischen Brunnen geführt, der demjenigen, der im Besitz der Karte ist, Wünsche erfüllt. Daffy wünscht sich zuerst in eine Superente verwandelt zu werden, sodass er von der Insel fliehen kann. Als dies trotz der erworbenen Flugfähigkeit misslingt, lässt er den Wunschbrunnen die trostlose Insel in ein Paradies verwandeln und es kommt ihm die Idee, Gäste anzulocken, um diesen die Wünsche des Brunnens teuer zu verkaufen.
In der Folge erscheinen zahlreiche bekannte Charaktere auf der Insel, die an dem Angebot interessiert sind. Der erste Wunsch wird von Granny erworben, die sich wünscht, eine Krankenschwester zu sein, woraufhin sie sich um die Patienten Hector the Bulldog, Sylvester und Tweety kümmern darf. Nachdem Foghorn Leghorn an der Reihe war, begehrt Pepé le Pew nach der großen Liebe. Spike und Chester wünschen sich, dass Chester so stark und mutig wird wie Spike. Schweinchen Dick möchte ein Produzent werden. Sylvesters Frau wünscht sich ein Kind, Prissy einen Ehemann.
Yosemite Sam und Taz begeben sich inzwischen auf die Suche nach ihrer verloren gegangenen Schatzkarte. Als sie an dem Brunnen angelangen, wünscht sich Sam reich zu werden, indem der von einem Bekannten beschenkt wird. Der Wunsch hat jedoch einen Haken, denn der Bekannte ist Bugs Bunny und der Beschenkungs-Vertrag über eine Million Pfund sieht vor, dass jedes Mal, wenn der Beschenkte einen Wutanfall bekommt, ein Betrag von der Gesamtsumme des zu verschenkenden Geldes abgezogen wird. Später und weiterhin ohne Reichtum, findet Sam schließlich heraus, dass Daffy im Besitz der Schatzkarte ist. Es kommt zu einer Verfolgungsjagd in deren Verlauf das begehrte Objekt verloren geht und da somit niemand mehr der Eigentümer der Karte ist, verwandelt sich die Insel in ihren ursprünglichen, trostlosen Zustand zurück.
Wieder allein auf der Insel, gewährt der Brunnen Daffy, Speedy, Sam und Taz noch drei letzte Wünsche. Speedy wünscht sich einen großen Burrito, woraufhin Daffy ihm verärgert wünscht, der Burrito solle in seiner Nase stecken. Daffy bittet dann Sam darum, den letzten Wunsch dafür zu benutzen, um dies wieder rückgängig zu machen. Doch dieser segelt bereits, zusammen mit Taz, auf einem herbeigewünschten Piratenschiff davon, wobei er den immer noch Gestrandeten zuruft, dass er zurückkehren werde, um sie zu retten, sobald er Bugs Bunny versenkt hat.

### Enthaltene Cartoons
- Pirat unter Beschuss (Captain Hareblower, gekürzt)
- Superente (Stupor Duck, Daffy Ducks Wunsch)
- Greedy for Tweety (Grannys Wunsch, leicht gekürzt)
- Banty Raids (Foghorn Leghorns Wunsch, gekürzt)
- Liebe im Louvre (Louvre Come Back to Me!, Pepé le Pews Wunsch, gekürzt)
- Tree for Two (Spike und Chesters Wunsch)
- Vorhang auf (Curtain Razor, Schweinchen Dicks Wunsch, gekürzt)
- A Mouse Divided (Wunsch von Sylvesters Frau, gekürzt)
- Of Rice and Hen und Lovelorn Leghorn (Prissys Wunsch, mit der Einleitung des ersteren und der Handlung des letzteren Cartoons)
- Sam ärgere dich nicht (From Hare to Heir, Yosemite Sams Wunsch)

## Hintergrund und Synchronisation
Daffy Ducks fantastische Insel kam am 5. August 1983 in die US-amerikanischen Kinos. Die Rahmenhandlung ist eine Parodie auf die erste Fantasy-Island-Fernsehserie der 1970er und 1980er Jahre, wobei Daffy Duck und Speedy Gonzales – in weiß gekleidet – Karikaturen von Mr. Roarke und Tattoo, den Hauptfiguren der Serie, spielen. Fast alle Stimmen in der englischsprachigen Originalversion wurden von Mel Blanc gesprochen. Elmer Fudd, Rocky und Mugsy, Slowpoke Rodriguez, der große böse Wolf, der betrunkene Storch und Marvin der Marsmensch sind in Kurzauftritten zu sehen. Der Film ist dem Drehbuchautor John W. Dunn gewidmet, der etwa sechs Monate vor der Filmpremiere verstarb.
Im deutschsprachigen Raum erschien Daffy Ducks fantastische Insel im Mai 1988 als Kaufvideokassette, eine Wiederveröffentlichung erfolgte im August 1994, die DVD-Premiere fand am 9. Juli 2015 unter dem Titel Daffy Ducks Movie – Die fantastische Insel statt. Im Fernsehen lief der Film erstmals am 4. April 1994 auf dem Sender ProSieben. Als Sprecher sind Wolfgang Draeger für Bugs Bunny, Rolf Jülich für Yosemite Sam und Andreas von der Meden für Speedy Gonzales zu hören.
| Rolle            | Originalsprecher | Deutscher Sprecher    |
| ---------------- | ---------------- | --------------------- |
| Daffy Duck       | Mel Blanc        | Wolfgang Jürgen       |
| Speedy Gonzales  | Mel Blanc        | Andreas von der Meden |
| Yosemite Sam     | Mel Blanc        | Rolf Jülich           |
| Taz              | Mel Blanc        |                       |
| Bugs Bunny       | Mel Blanc        | Wolfgang Draeger      |
| Schweinchen Dick | Mel Blanc        |                       |
| Sylvester        | Mel Blanc        | Hans Sievers          |
| Tweety           | Mel Blanc        |                       |
| Foghorn Leghorn  | Mel Blanc        | Günther Jerschke      |
| Pepé le Pew      | Mel Blanc        | Wolfgang Draeger      |
| Spike            | Mel Blanc        | Ben Hecker            |
| Granny           | June Foray       |                       |
| Sylvesters Frau  | June Foray       |                       |
| Prissy           | June Foray       |                       |
| Wunschbrunnen    | Les Tremayne     | Wolfram Schaerf       |